# Литвинський Юрій Олексійович
Ю́рій Олексі́йович Литви́нський (3 листопада 1967, Київ — 10 серпня 2014, під Іловайськом) — полковник резерву (посмертно), Міністерство внутрішніх справ України, батальйон оперативного призначення «Донбас» Національної гвардії України.

## Біографія
Народився 3 листопада 1967 року в Києві. Батько, Олексій Павлович, ліквідатор наслідків аварії на ЧАЕС 1-ї категорії, інвалід 2 групи; один з небагатьох живих свідків перших випробовувань ядерної зброї СРСР на Новій Землі, мама Любов Юхимівна працювала бухгалтером-економістом Київського заводу шампанських вин «Столичний».
1984 року закінчив київську середню школу № 117 імені Лесі Українки. 1988 року закінчив Харківське гвардійське вище танкове командне училище, в складі групи радянських військ служив у східній Німеччині, по тому — на Далекому сході та Київському військовому окрузі. 2004 року за вислугою років звільнився — з посади заступника командира рухомого командного пункту ГШ ЗСУ. Займався садівництвом, вибудував дачу.

## Участь у Євромайдані
Був одним із перших, хто прийшов на Майдан.
По тому — командир 3 взводу 8-ї «афганської» сотні. В ніч на 20 лютого дістав вогнепальне поранення в ліве плече на вулиці Інститутській, дробину з-під ключиці так і не встиг видалити.

## Участь в АТО
Заступник командира батальйону з озброєння — начальник технічної частини резервного батальйону оперативного призначення, в травні 2014-го проходив підготовку на полігоні у Нових Петрівцях.
Брав участь у звільненні міста Попасна. Загинув 10 серпня в запеклому бою за 4 кілометри від Іловайська, у якому українські сили захопили блокпост терористів, вилучили значну кількість зброї та знищили понад 30 бойовиків. Військовослужбовці намагалися просуватися далі, проте міст, по якому мали пройти автоколони, виявився замінованим. Це встановив підполковник Литвинський та очолив роботи з розмінування, чим зберіг життя багатьох військових. В часі цих робіт його та двох побратимів застрелив ворожий снайпер зі складу російської диверсійної групи, поміченої у ході бою. Тоді ж загинули старший солдат Мотичак Роман та полковник Юрій Бойко.
Відспіваний у Михайлівському Золотоверхому соборі, похований на Лісовому кладовищі в Києві. Вдома лишилися дружина Світлана Віталіївна, кандидат філологічних наук, доцент кафедри історії й документознавства Національного авіаційного університету, та двоє синів.

## Нагороди і пам'ять

Меморіальна дошка на будівлі гімназії № 117 міста Києва

14 серпня 2014 року — за особисту мужність і героїзм, виявлені у захисті державного суверенітету та територіальної цілісності України, вірність військовій присязі під час російсько-української війни, відзначений — нагороджений орденом «За мужність» III ступеня (посмертно).
Вдова полеглого пригадала слова Юрія Литвинського кількарічної давності: «Я не хочу померти від старості, я хочу героїчно загинути на полі бою і бути похованим з усіма військовими почестями…»
29 травня 2015 року на фасаді будівлі гімназії № 117 міста Києва, де навчався Литвинський, було відкрито меморіальну таблицю.
Упродовж 10 серпня — 10 жовтня 2018 року відбувалося громадське обговорення проєкту перейменування Російської вулиці в Києві на честь Юрія Литвинського, однак цю пропозицію не було підтримано.
28 липня 2020 року рішенням Київради вулицю Російську було перейменовано на вулицю Юрія Литвинського.
Його портрет розміщений на меморіалі «Стіна пам'яті полеглих за Україну» у Києві: секція 2, ряд 10, місце 21.
Нагороджено «Іловайським Хрестом» (посмертно).